# Сидір Ковпак (монета)
«Сид́ір Ковпа́к» — ювілейна монета номіналом 2 гривні, випущена Національним банком України. Присвячена військовому і державному діячеві, двічі Герою Радянського Союзу — Сидору Артемовичу Ковпаку, який у 1941—1945 роках був командиром Путивльського партизанського загону, згодом — з'єднання партизанських загонів Сумщини.
Монету було введено в обіг 8 червня 2012 року. Вона належить до серії «Видатні особистості України».

## Опис та характеристики монети
| Номінал грн. | Метал      | Маса, грам | Діаметр, мм. | Якість виготовлення | Гурт     | Тираж, штук |
| ------------ | ---------- | ---------- | ------------ | ------------------- | -------- | ----------- |
| 2            | нейзильбер | 12,8       | 31           | анциркулейтед       | рифлений | 15 000      |

### Аверс
На аверсі монети розміщено: ліворуч на дзеркальному тлі — малий Державний Герб України, під яким напис «НАЦІОНАЛЬНИЙ/БАНК УКРАЇНИ», унизу номінал — «2 ГРИВНІ», рік карбування монети — «2012» та логотип Монетного двору Національного банку України, посередині — лаврова гілка та дві медалі «Золота Зірка» Героя Радянського Союзу; праворуч на матовому тлі — стилізоване зображення обкладинки книги, напис «Від Путивля/до Карпат» та факсиміле Ковпака.

### Реверс
На реверсі монети на тлі карти зображено портрет Сидора Ковпака, ліворуч написи: «СИДІР КОВПАК» (півколом) та роки життя «1887/1967».

## Автори

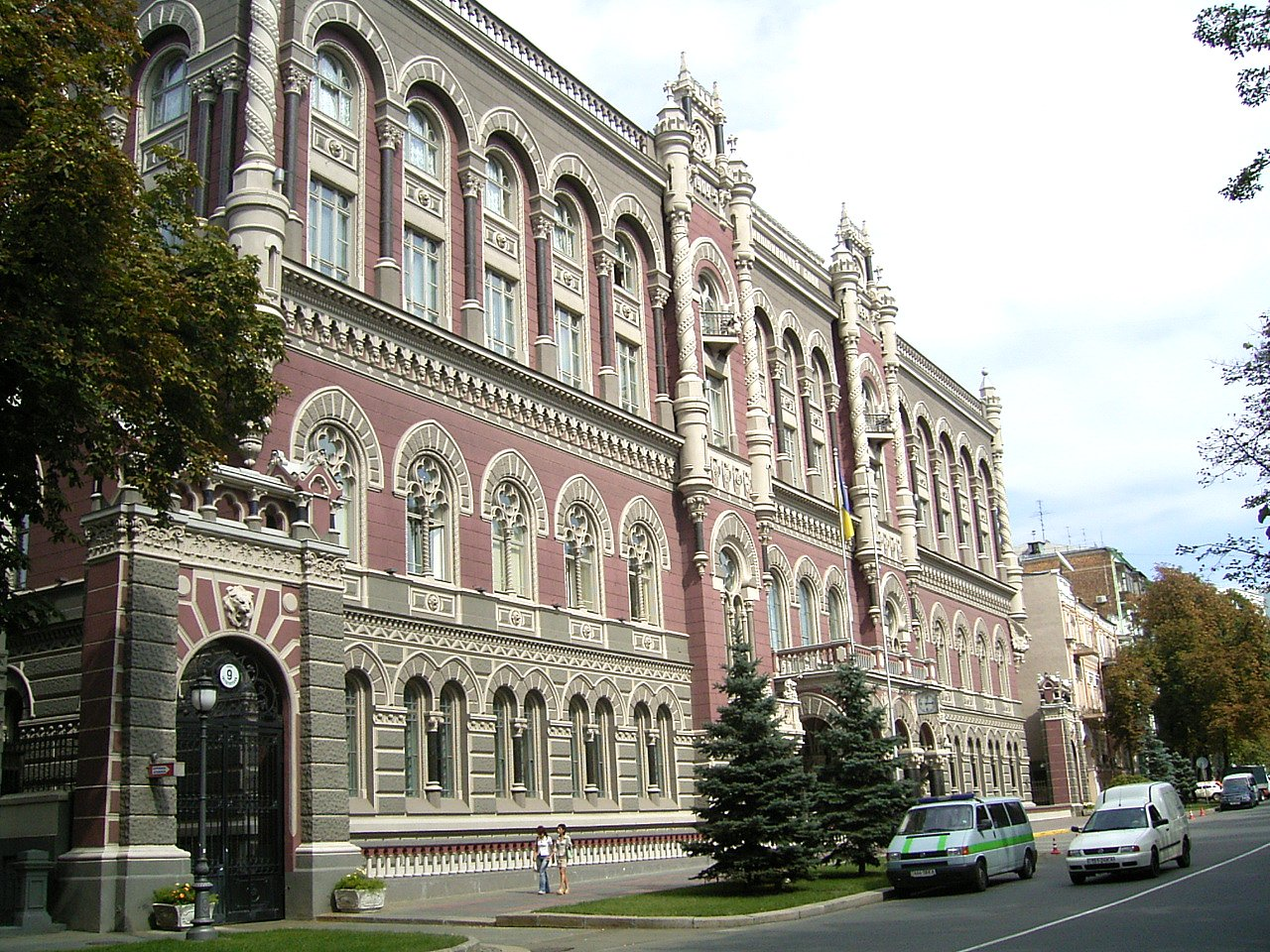
Будівля Національного банку України

- Художник — Іваненко Святослав.
- Скульптор — Іваненко Святослав.

## Вартість монети
Під час введення монети в обіг 2012 року, Національний банк України реалізовував монету через свої філії за ціною 15 гривень.
Фактична приблизна вартість монети, з роками змінювалася так:
| Рік        | 2013 | 2014 | 2015 | 2016 | 2017 | 2018 | 2019 | 2020 | 2021 | 2022 | 2023  | 2024  | 2025  |
| ---------- | ---- | ---- | ---- | ---- | ---- | ---- | ---- | ---- | ---- | ---- | ----- | ----- | ----- |
| Ціна, грн. | 220  | 200  | 210  | 420  | 710  | 760  | 830  | 760  | 780  | 780  | 1 250 | 2 200 | 2 130 |